# Agathis seminigra
Agathis seminigra är en stekelart som beskrevs av Cresson 1865. Agathis seminigra ingår i släktet Agathis och familjen bracksteklar. Inga underarter finns listade i Catalogue of Life.